# Kályi Chirikli
A Kályi Chirikli (Fekete madarak) salgótarjáni cigány hagyományőrző együttes.
Az 1997-ben alakult zenekar sokkal inkább nevezhető hagyományteremtő együttesnek, hiszen nagyon jól ötvözi az autentikus cigányzenét a modern zenével, illetve a jazz-zenei harmóniákkal.
Több cigány fesztiválon elért győzelmük mellett az országos Roma Ki Mit Tud 2001. évi döntőjében 2. helyen végeztek.
Az Országos Népzenei Minősítő Fesztiválon Arany fokozatot értek el.
2007-ben Salgótarján város közgyűlése Nemzetiségért-Kisebbségért díjjal ismerte el a zenekar munkáját.
Kovács Bodor Sándor a salgótarjáni cigányság életét bemutató Fekete madarak című dokumentumfilmjének zenéje  is a Kályi Chirikli együtteshez fűződik.
Legismertebb dalaik:
- Te Del o Dél
- Sírnak a gyerekek
- Szép cigány lány
- Fütyörészek az ablak alatt
- Szép jó estét jó napot